# 레너드 대 펩시코 사건

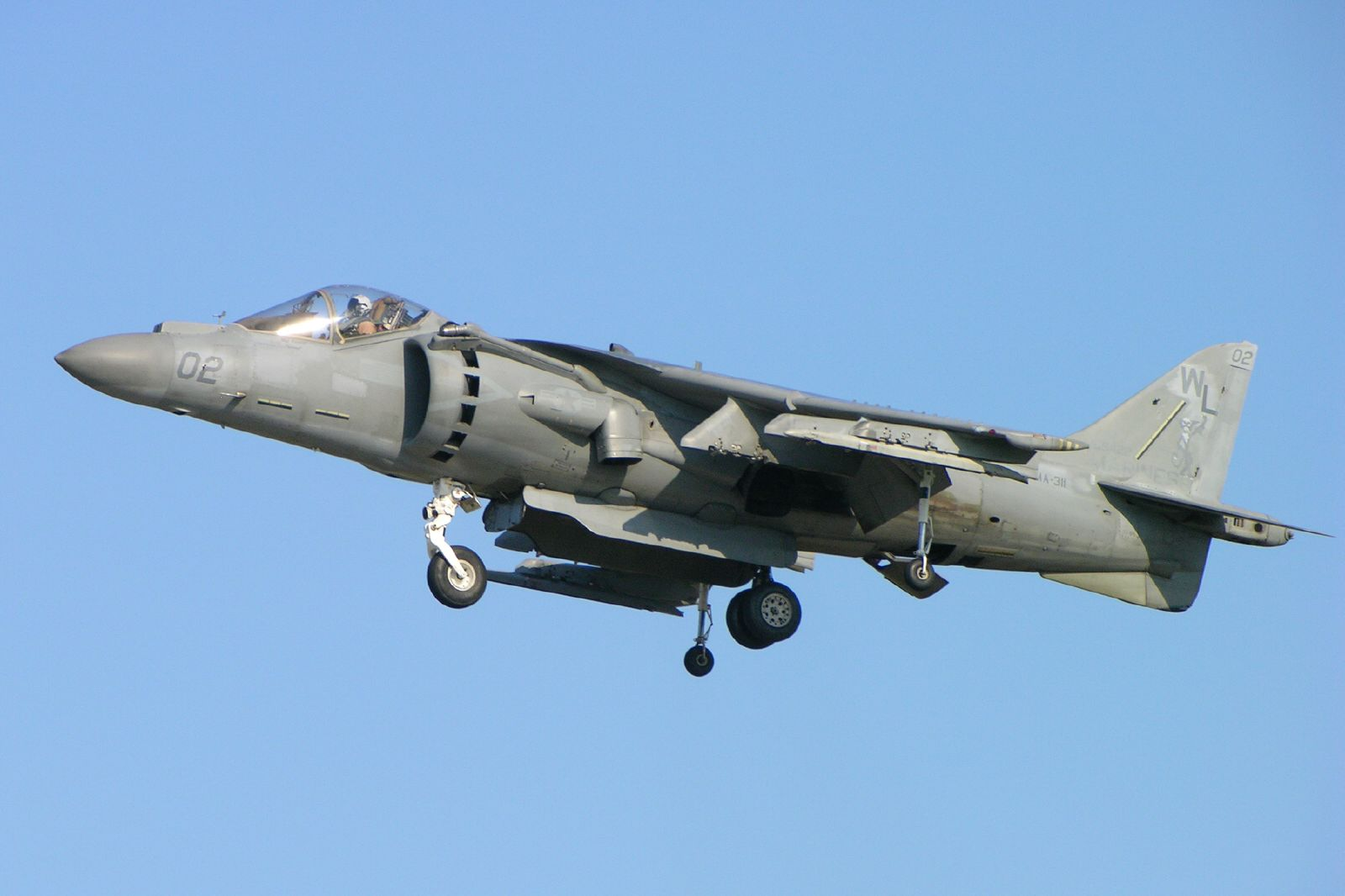
사건의 쟁점이 된 AV-8B 해리어 II 전투기

레너드 대 펩시코 사건(영어: Leonard v. Pepsico, Inc., 88 F. Supp. 2d 116, (S.D.N.Y. 1999), aff'd 210 F.3d 88 (2d Cir. 2000))은 1999년에 미국 뉴욕주 남부지방법원이 심리한 계약 관련 사건으로써 펩시 포인트 사건(영어: Pepsi Points Case) 또는 펩시 해리어 전투기 사건으로도 알려져 있다. 이 사건은 펩시 콜라를 생산하는 펩시코가 1995년에 펩시 포인트를 경품으로 교환하는 펩시 스터프 이벤트를 홍보하기 위하여 제작한 텔레비전 광고에서 7,000,000포인트를 모으면 미국 해병대 소속 전투기인 AV-8B 해리어 II 제트기를 경품으로 지급한다는 내용을 제시한 것이 발단이 되었다.
1996년 당시 워싱턴주에 위치한 대학에서 경영학을 전공하고 있던 시애틀의 존 레너드는 이벤트에 참여하는 과정에서 펩시 콜라 제품을 구매하는 대신에 700,008.5달러의 금액이 적힌 수표를 펩시 콜라 36캔과 함께 펩시코 본사에 보냈다. 펩시코는 광고 차원에서 의도한 농담에 불과하다며 경품 지급을 거절했으나 존 레너드는 소비자를 대상으로 한 광고에서 제시한 공개적인 약속이니 경품을 지급해야 한다고 주장하면서 법원에 소송을 제기했다.
뉴욕주 남부지방법원은 1999년 8월 5일에 열린 재판에서 "누구나 합리적인 사람이라면 거액의 제트기를 민간인에게 양도하려는 것에 대해 상식 밖의 일이라고 판단할 것이기 때문에 펩시코의 광고는 단순한 광고 효과를 위한 과장된 선전에 불과하다고 판단된다. 따라서 펩시코는 존 레너드에게 해리어 전투기를 경품으로 지급할 의무가 없다."고 판결하면서 소송을 기각했다. 이 사건은 법적 분쟁을 촉발시킨 장난 수준의 마케팅이었음에도 불구하고 기업과 브랜드의 인지도를 높인 '성공한 실패' 마케팅 또는 노이즈 마케팅의 대표적인 사례로 분류되기도 한다.

## 내력
해당 청구 소송은 계약 위반, 사기, 허위 광고, 불공정 거래 혐의를 근거로 하여 제기되었다. 해당 사건은 원래 플로리다주 지방법원에서 소송이 제기되었고 나중에 뉴욕주 지방법원에서 판결이 내려졌다. 해당 사건의 피고인 펩시코는 《연방민사소송규칙》 제56장에 따라 즉결 판결을 위하여 자리를 이동했다. 반면 해당 사건의 원고인 존 레너드는 연방법원 판사가 해당 사건에 대한 결정을 내릴 권한이 없으며 해당 광고에 대한 제안을 형성한 것으로 추정되는 '펩시 세대'(Pepsi Generation) 인사들로 구성된 배심원단이 결정을 내려야 한다고 주장했다.

## 사실과 배경

### 문제의 광고

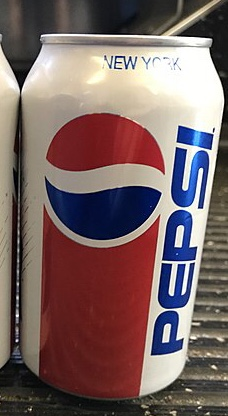
1990년대 양식을 띤 펩시 콜라캔

이 사건은 펩시 콜라를 생산하는 미국의 음료 회사인 펩시코가 1995년에 펩시 포인트를 경품으로 교환하는 마일리지 서비스인 펩시 스터프 이벤트를 홍보하기 위하여 제작한 텔레비전 광고가 발단이 되었다. 뉴욕주 남부지방법원은 해당 사건과 관련된 펩시코의 텔레비전 광고의 내용을 다음과 같이 설명했다.
이 광고는 목가적인 교외 풍경과 함께 화면에 "월요일 오전 7시 58분"(MONDAY 7:58 AM)이라는 자막이 등장하면서 시작한다. 햇빛이 내리쬐는 나무에서 아침을 알리는 지저귀는 새 소리와 함께 신문 배달원이 자전거를 타면서 2층 규모를 가진 집의 현관 입구의 계단을 향해 신문을 던진다. 뒤를 이어 군악대의 드럼 소리가 등장한다. 집 안에서는 펩시 로고가 그려진 티셔츠를 입은 10대 소년이 자신 있는 포즈를 취하면서 등교할 준비를 하는데 화면에는 "티셔츠 75 펩시 포인트"(T-SHIRT 75 PEPSI POINTS)라는 자막이 등장한다. 방에서 나온 10대 소년은 가죽 재킷을 입고 복도를 걸어간다. 군악대의 연이은 드럼 소리와 함께 화면에는 "가죽 재킷 1,450 펩시 포인트"(LEATHER JACKET 1450 PEPSI POINTS)라는 자막이 등장한다. 문 밖으로 나온 10대 소년은 이른 아침의 눈부신 햇살에 당황하지 않고 선글라스를 쓰면서 등장하는데 화면에는 "선글라스 175 펩시 포인트"(SHADES 175 PEPSI POINTS)라는 자막이 등장한다.
고등학교 건물 앞에는 3명의 어린 소년들이 앉아 있는데 가운데에 있는 소년은 "펩시 스터프 카탈로그"(Pepsi Stuff Catalog, 펩시코가 펩시 스터프(Pepsi Stuff) 이벤트를 홍보하기 위하여 제작한 책자)에 열중하고 있고 양쪽에 있는 소년들은 펩시 콜라를 마시고 있다. 군대의 행진곡이 최고조에 달할 때 3명의 소년들은 자신들의 머리 위로 지나가는 물체를 경외하면서 바라본다. 해리어 제트기는 아직 등장하지 않지만 관찰자는 비행으로 인해 발생하는 극한 바람으로 인해 지루한 물리학 수업이 진행 중이던 교실에서 종이 소용돌이를 일으키면서 강력한 항공기의 존재를 감지한다.
해리어 제트기는 마침내 시야에 들어오면서 학교 건물 앞, 자전거 보관대 앞에 착륙한다. 몇몇 학생들은 바람을 피하기 위해 학교 건물 밖으로 뛰쳐나가고 바람의 속도는 불운한 교직원 1명의 속옷을 벗긴다. 교직원이 품위를 잃은 사이에 성우는 "이제 펩시를 많이 마실수록 스터프(경품)도 더 좋아집니다."(Now the more Pepsi you drink, the more great stuff you're gonna get)라고 말한다. "자신이 아주 만족스러워하는 모습"(Looking very pleased with himself)을 가진 10대 소년은 제트기의 조종석을 연 다음에 헬멧을 쓰지 않은 채로 펩시 콜라를 들면서 "확실히 버스보다 빠르네!"(Sure beats the bus)라고 조롱한다. "해리어 전투기 7,000,000 펩시 포인트"(HARRIER FIGHTER 7,000,000 PEPSI POINTS)라는 자막이 화면에 등장한 다음에는 군악대의 연이은 드럼 소리가 광고의 마지막 부분을 장식한다. 몇 초 뒤 "펩시를 마시자. 스터프를 받자."(Drink Pepsi - Get Stuff)라는 자막과 함께 음악이 등장하면서 광고가 막을 내린다.

### 이벤트
펩시코는 펩시 스터프 이벤트 과정에서 다음과 같은 규정을 제시했다.

1. 펩시 콜라 1상자 분량인 24캔을 10포인트로 환산한다.
2. 75포인트는 티셔츠를, 175포인트는 선글라스를, 1,450포인트는 가죽 재킷을 각각 경품으로 지급한다.
3. 포인트가 부족한 상황이더라도 15포인트 이상을 모은 경우에는 모자라는 포인트는 1포인트당 10센트(0.1달러)로 환산해서 현금으로 지불해도 된다.

사건의 당사자였던 시애틀의 존 레너드(John Leonard, 1996년 당시에는 21세)는 미국 워싱턴주 쇼라인에 위치한 지역사회 대학인 쇼라인 커뮤니티 칼리지(Shoreline Community College)에서 경영학을 전공하고 있던 대학생이었다. 존 레너드는 이벤트에 참여하는 과정에서 펩시코가 제시한 3번 규정에 주목했다. 이 규정은 원래 소비자가 펩시 포인트를 T셔츠나 선글라스와 같은 경품으로 교환하는 방법을 늘리기 위한 것이었다. 7,000,000포인트를 모으려면 펩시 콜라 16,800,000캔이 필요했는데 하루에 10캔씩 마신다고 해도 4,602년 9개월이 걸린다.
존 레너드는 펩시 콜라 제품 구입을 통해 포인트를 모으는 대신에 투자가들을 설득해서 700,000달러를 모금했다. 또한 존 레너드는 자신이 고용한 변호사의 도움을 통해 1996년 3월 28일에 15포인트를 모을 수 있는 펩시 콜라 36캔, 700,008.50달러의 금액이 적힌 수표를 펩시코 본사에 보냈는데 이는 6,999,985포인트에 해당하는 가치를 가진 699,998.50달러, 배송 및 취급 수수료 10달러를 합친 액수였다. 펩시코는 "해리어 전투기를 이벤트 경품으로 지급한다는 내용은 광고 차원에서 유머러스하게 의도한 농담에 불과하다. 실제 해리어 전투기의 가격은 수백만 달러(1996년 당시 가치는 33,800,000 미국 달러)에 달한다. 또한 펩시 스터프 카탈로그에 수록된 이벤트 경품 목록에는 해리어 전투기가 게재되어 있지 않다."고 주장하면서 경품 지급을 거절했다. 반면 존 레너드는 펩시코가 소비자를 대상으로 한 광고에서 제시한 공개적인 약속대로 해리어 전투기를 경품으로 지급해야 한다고 주장하면서 법원에 소송을 제기했다.

## 판결
미국 뉴욕주 남부지방법원은 1999년 8월 5일에 킴바 우드(Kimba Wood) 판사가 주재한 재판에서 "펩시코는 존 레너드에게 해리어 전투기를 이벤트 경품으로 지급할 의무가 없다."고 판결하면서 존 레너드가 펩시코를 상대로 제기한 소송을 기각했다. 법원은 이러한 판결에 대해 다음과 같은 몇 가지 판단을 제시했다.

1. 문제의 제트기가 등장하는 펩시코의 광고는 《계약법 리스테이트먼트 제2판》(Restatement (Second) of Contracts)에 따른 계약에 해당하지 않는 것으로 확인되었다. 이는 펩시코가 일반 대중이나 소비자를 대상으로 한 광고에서 해리어 전투기를 이벤트 경품으로 제시했다고 해서 계약이 성립되지 않는다는 것을 의미한다.
2. 법원은 펩시코의 광고가 계약이었다고 하더라도 누구나 합리적인 사람이라면 펩시코가 약 23,000,000 미국 달러 상당의 제트기를 700,000 미국 달러에 양도하려는 의도에 대해 상식에서 벗어날 정도로 믿을 수 없다고 판단할 것이기 때문에 단순한 광고 효과를 위한 과장된 선전에 불과하다고 판단된다.
3. 청구된 계약의 내용은 법령에 명시된 사기죄에 해당한다는 의미였지만 법령에 따른 거래 행위를 증명할 수 있는 당사자 간의 계약서가 존재하지 않기 때문에 계약 불이행에 해당되지 않으며 죄를 물을 정도는 아니다고 판단된다.
4. 원고가 사기 행위를 제대로 진술하기 위해서는 "피고가 원고를 유도하기 위한 잘못 전달된 표현 또는 중대한 누락"이 있었다는 사실을 입증해야 하는데 해당 사건처럼 피고가 계약을 체결하면서 약속을 이행할 의사가 부족했다는 원고의 주장은 청구를 뒷받침하기에 불충분하다. 대신 원고는 잘못 전달된 표현이 당사자 간의 별도 합의에 부수적인 것이거나 유인책의 역할을 했다는 것을 보여주어야 한다.

뉴욕주 남부지방법원은 "펩시코의 광고는 명백한 농담으로 행해진 것에 불과하다. 10대 청소년이 해리어 제트기를 타고 등교한다는 생각은 광고 효과를 위한 과장된 청소년 판타지일 뿐이다."라는 결론을 내리면서 광고의 성격과 내용에 대해 다음과 같은 여러 가지 판단을 내렸다.

1. 광고는 광고 제품의 사용이 대부분의 청년들에게 상당히 일상적이고 평범한 경험이 될 수 있는 것을 변화시킬 것이라고 제안한다. 펩시코의 광고는 펩시 스터프 경품이 지금까지의 삶에 극적인 사건과 순간을 불어넣을 것임을 표현하고 있다. 누구나 합리적인 시청자라면 이러한 광고 내용이 과장된 표현에 불과하며 광고의 약속을 문자 그대로 해석해서는 안 된다고 판단할 것이다.
2. 광고에 등장하는 미숙한 청소년은 항공기 조종을 위해서는 오랜 기간 동안의 훈련이 필요하다는 현실을 반영했을 때에 가능성이 매우 낮은 조종사로서 미국 해병대 소속 항공기 조종은 물론 부모의 자동차 열쇠조차 넘겨받아 운전조차 할 수 없는 사람이다.
3. 광고에 등장하는 10대 청소년이 해리어 제트기를 학교까지 몰고 가면서 "확실히 버스보다 빠르네"라고 발언한 모습은 주택가에서 전투기를 조종할 때의 상대적인 어려움과 어떠한 위험에 대한 경솔한 태도를 불러일으킨다.
4. 어떤 학교도 학생들이 조종하는 전투기가 착륙할 수 있는 공간을 제공하지 않으며 항공기의 사용이 야기할 혼란을 용납하지 않을 것이다.

뉴욕주 남부지방법원은 추가로 다음과 같은 판단을 내렸다.
표면과 공중 목표물에 대한 공격과 파괴, 군사적 목적의 정찰, 공중 요격, 공격과 방어 대공전 등에서 나타나는 해리어 제트기의 다양한 기능은 각종 문서들을 통해 충분히 입증되었다. 군사적 목적으로 사용될 가능성을 배제한다면 그러한 제트기를 아침에 등교하는 방법으로 묘사하는 것은 원고의 주장처럼 가능하다고 해도 분명히 심각하지 않은 편이다.

이 판결은 뉴욕주를 관할하는 미국 제2연방항소법원에 회부되었다. 미국 제2연방항소법원은 2000년 4월 17일에 열린 전원합의체 항소심 재판에서 "뉴욕주 남부지방법원에서 열린 1심 재판에서 명시된 킴바 우드 판사의 의견에 따른 실질적인 판단을 인정한다."는 내용이 담긴 약식 의견서를 통해 존 레너드가 제기한 항소를 기각하고 원심을 확정했다.

## 여파
펩시코는 문제가 된 펩시 콜라 텔레비전 광고를 계속 내보냈지만 펩시 콜라 제품을 해리어 제트기로 교환하는 데에 필요한 펩시 포인트를 700,000,000포인트로 상향하는 한편 수정된 광고에서 "명백한 농담입니다."(Just Kidding)라는 자막을 추가했다. 미국 국방부와 백악관은 미국 해병대 소속 전투기인 해리어 제트기가 '비무장화' 과정(해리어 전투기의 경우에는 착륙과 수직 이착륙 능력 제거가 해당됨) 없이는 민간인에게 매각되지 않을 것이라는 입장을 밝혔다. 또한 존 레너드는 소송에서 패배했음에도 불구하고 투자금 이상에 달하는 보상금을 받기도 했다. 장난 수준의 마케팅에서 법적 분쟁으로 이어진 이 사건은 기업과 브랜드의 인지도를 높인 '성공한 실패' 마케팅 또는 노이즈 마케팅의 대표적인 사례로 분류되기도 한다.

## 같이 보기
- 첵스 파맛 - 대한민국의 농심켈로그가 2004년에 열린 선거 이벤트 도중에 일어난 네티즌들의 장난을 기반으로 하여 2020년에 출시한 한정판 파맛 시리얼

### 내용주
1. ↑  펩시 세대는 원래 1963년에 펩시코가 전개한 캠페인을 통해 제창한 개념이다. 펩시코는 제2차 세계 대전 이후의 베이비붐 시대에 태어난 청년들을 과거에 사로잡히지 않고 미래로 향하는 펩시의 상징이라고 정의했다.[10]
2. ↑  펩시코는 나중에 수정된 광고를 통해 80포인트는 티셔츠를, 125포인트는 선글라스를, 1,200포인트는 가죽 재킷을 각각 경품으로 지급한다는 규정을 제시했다.
3. ↑  사실 75포인트를 티셔츠로 교환하려면 펩시 콜라 180캔을 구입해야 한다. 그러나 포인트에 맞는 콜라 캔을 구입하지 않은 경우라도 이벤트에 참가하기 위한 최소 요건이 되는 15포인트(펩시 콜라 36캔을 구입해서 환산할 수 있는 포인트)만 채운다면 경품 교환이 가능했다. 예를 들어서 나머지 60포인트를 모은 경우에는 6달러로 환산해서 T셔츠로 교환하는 것이 가능해진다.
4. ↑  뉴욕주 남부지방법원은 판결문에서 펩시 콜라 7,000,000캔을 마시려면 매일 약 190캔을 100년 이상 동안 섭취해야 하기 때문에 불가능하다고 설명했지만 여기서는 '콜라 24캔당 10포인트'라는 규정을 간과했기 때문에 7,000,000포인트와 콜라 7,000,000캔이라고 잘못 설명했다. 실제로 포인트 축적에 필요한 콜라는 더 많기 때문에 조달 및 섭취가 불가능한 수량이라는 설명에는 영향이 없다.

### 참고주
1. 1 2 3  “제트기를 민간인이 구입할 수 있을까? – 존 레너드 대 펩시콜라 사건 (1999)”. 《이코노믹리뷰》. 2014년 10월 11일. 2014년 10월 2일에 원본 문서에서 보존된 문서. 2020년 11월 25일에 확인함.
2. 1 2  “That time someone sued Pepsi because they didn’t give him a Harrier jet”. 《위 아 더 마이티 (We Are The Mighty)》 (영어). 2018년 4월 2일. 2021년 3월 7일에 원본 문서에서 보존된 문서. 2021년 3월 28일에 확인함.
3. 1 2 3 4 5  이원복 (1998년 5월 22일). 〈콜라와 전투기〉. 《현대문명진단 4》. 조선일보사. 110–111쪽. ISBN 9788973651764.
4. 1 2 3 4  KBS 스펀지 제작팀 (2006년 1월 20일). 〈14. 미국 콜라 광고에서 '네모'(전투기)도 경품으로 내걸었다.〉. 《스펀지 4》. 동아일보사. 57–59쪽. ISBN 9788970904467.
5. ↑  “Pentagon: Pepsi Ad Not ‘The Real Thing’”. 《AP》 (영어). 1996년 8월 9일. 2021년 3월 15일에 원본 문서에서 보존된 문서. 2020년 11월 25일에 확인함.
6. 1 2 3 4  “88 F.Supp.2d 116” (PDF). 《클래스 캐스터 (Class Caster)》 (영어). 2020년 10월 12일에 원본 문서 (PDF)에서 보존된 문서. 2020년 11월 8일에 확인함.
7. 1 2  “Flight Suit : Man Takes Pepsi to Court Over Fighter Jet ‘Giveaway’”. 《로스앤젤레스 타임스》 (영어). 1996년 7월 25일. 2021년 7월 25일에 원본 문서에서 보존된 문서. 2020년 11월 25일에 확인함.
8. 1 2 3 4 5  “[사설] ‘첵스 파맛’과 ‘펩시 포인트’ 소송/ 김은형”. 《한겨레》. 2020년 6월 22일. 2020년 11월 25일에 확인함.
9. 1 2 3 4 5 6  “Leonard v. Pepsico, Inc., 88 F. Supp. 2d 116 (S.D.N.Y. 1999)”. 《Justia》 (영어). 1999년 8월 5일. 2014년 11월 7일에 원본 문서에서 보존된 문서. 2019년 2월 22일에 확인함.
10. ↑  “WORLD HISTORY - pepsi〈生〉　サントリー”. 《펩시 재팬》 (일본어). 2021년 10월 27일에 확인함.
11. ↑  Epstein, David (2006년). 《Making and doing deals : contracts in context》 (영어) 2판. Newark, NJ: LexisNexis Matthew Bender. 55쪽. ISBN 978-0-8205-7044-0. OCLC 64453463.
12. ↑  “Special Report: Premiums & Incentives, A brand perspective: Pepsi Stuff offers branded merchandise for points”. 《스트래티지 온라인 (Strategy Online)》 (영어). 1996년 3월 18일. 2021년 7월 25일에 원본 문서에서 보존된 문서. 2021년 3월 28일에 확인함.
13. ↑  “Student Sues to Win Fighter Jet Shown on Pepsi Commercial”. 《AP》 (영어). 1996년 8월 7일. 2021년 3월 5일에 원본 문서에서 보존된 문서. 2020년 11월 25일에 확인함.
14. ↑  “`Spoof' Or Not, He Wants Jet -- Pepsi Ad `Promised' To Award Harrier, Lynnwood Man Says”. 《시애틀 타임스》 (영어). 1996년 7월 25일. 2021년 2월 26일에 원본 문서에서 보존된 문서. 2020년 11월 25일에 확인함.
15. 1 2  “'서프라이즈' 펩시 콜라가 전투기 소송 전쟁 휘말린 사연”. 《TV리포트》. 2018년 7월 15일. 2021년 3월 6일에 원본 문서에서 보존된 문서. 2020년 11월 25일에 확인함.
16. ↑  여러 출처:
  - 이영임 (1996년 7월 26일). “<토픽> 펩시社에 해리어 전투기 경품 요구 소송”. 《연합뉴스》. 2021년 7월 25일에 원본 문서에서 보존된 문서. 2020년 11월 25일에 확인함.
  - “펩시 "전투기 준다" 농담했다 봉변 광고 내용 진짜로 믿은 소비자가 소송”. 《동아일보》. 1996년 7월 27일. 2020년 11월 25일에 확인함.
  - “"전투기 경품" 펩시에 소송”. 《한겨레》. 1996년 7월 27일. 2020년 11월 25일에 확인함.
  - “펩시콜라, 「전투기 경품」 소송 진땀”. 《조선일보》. 1996년 8월 19일. 2020년 11월 25일에 확인함.
17. ↑  “John D.r. Leonard, Plaintiff-appellant, v. Pepsico, Inc., Defendant-appellee, 210 F.3d 88 (2d Cir. 2000)”. 《Justia》 (영어). 2000년 4월 17일. 2015년 10월 9일에 원본 문서에서 보존된 문서. 2019년 2월 22일에 확인함.
18. ↑  “1996: Man sues Pepsi for not giving him the Harrier Jet from its commercial”. 《CBS》 (영어). 2015년 1월 29일에 원본 문서에서 보존된 문서. 2016년 5월 23일에 확인함.
19. ↑  Mikkelson, David. “Pepsi Harrier Giveaway”. 《스노프스 (Snopes)》 (영어). 2016년 5월 23일에 확인함.

## 참고 문헌
- Morales, Ann C (2000). “Pepsi's Harrier Jet Commercial Was Not a Binding Offer to Contract”. 《Journal of the Academy of Marketing Science》 (영어) 28 (2): 318–320.
- “Pentagon: Pepsi ad 'not the real thing'” (영어). Cable News Network, Inc. 1996년 8월 9일. 2006년 10월 5일에 확인함.